# Mil etter mil

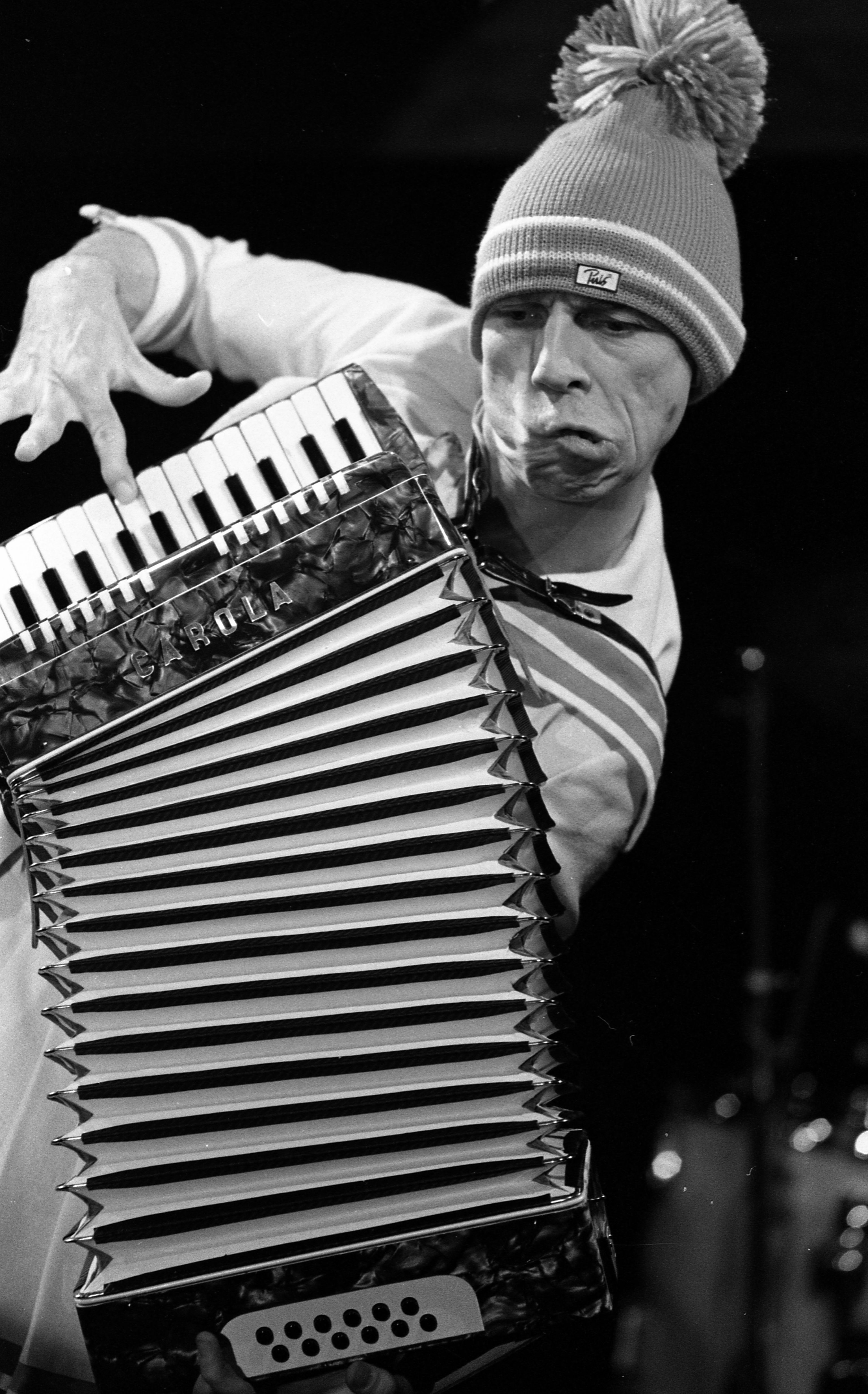
Jahn Teigen en Estocolmo (1983).

«Mil etter mil» —en español: «Milla tras milla»— es una canción compuesta por Kai Eide e interpretada en noruego por Jahn Teigen. Fue elegida para representar a Noruega en el Festival de la Canción de Eurovisión tras ganar el Melodi Grand Prix en 1978.
Según se dice, a Teigen no le gustó el arreglo jazz de viento de Carsten; cuando la canción se emitió como una grabación pocas semanas antes del Festival de Eurovisión, apareció una versión rock con más tambores y guitarras, algunos violines y ningún instrumento de viento. Esta versión se grabó en noruego e inglés. Fue un gran éxito en Noruega y también se grabó en muchos otros países. Teigen también grabó una versión de burla rusa en su álbum de comedia Brakara con el grupo Prima Vera; esta versión tenía la mayoría de las guitarras mezcladas.

## Festival de Eurovisión

### Melodi Grand Prix 1978
El certamen noruego se celebró el 17 de febrero de 1978, presentado por Egil Teige. La canción fue interpretada por Jahn Teigen. En esta edición, el jurado votaba inversamente a sus canciones preferidas. Así, la canción resultó ganadora con 15 puntos.

### Festival de la Canción de Eurovisión 1978
Esta canción fue la representación noruega en el Festival de Eurovisión 1978. La orquesta fue dirigida por Carsten Klouman.
La canción fue interpretada sexta en la noche del 22 de abril de 1978 por Jahn Teigen, seguida por Italia con Ricchi e Poveri interpretando «Questo amore» y precedida por Irlanda con Colm C. T. Wilkinson interpretando «Born to sing». Al final de las votaciones, la canción había recibido 0 puntos, quedando en 20º puesto (último) de un total de 20.
Fue sucedida como representación noruega en el Festival de 1979 por Anita Skorgan con «Oliver».

## Letra
La canción es una balada en la que Teigen describe su largo viaje para encontrar a una persona y decirle a ésta que simplemente no puede andar más — habiendo caminado «milla tras milla» ya.